# André Gazaille
André Gazaille (ur. 16 maja 1946 w Montrealu) – kanadyjski duchowny katolicki, biskup Nicolet w latach 2011–2022.

## Życiorys
Święcenia kapłańskie otrzymał 29 maja 1971 i inkardynowany został do archidiecezji Montrealu. Pracował przede wszystkim w montrealskich parafiach, był także m.in. duszpasterzem młodzieży oraz ruchu Marriage Encounter.
11 lutego 2006 otrzymał nominację na biskupa pomocniczego Montréalu ze stolicą tytularną Vaga. Sakry biskupiej udzielił mu 25 marca 2006 kard. Jean-Claude Turcotte. Po święceniach otrzymał nominację na wikariusza biskupiego ds. młodzieży i rodziny oraz na proboszcza montrealskiej archikatedry. Od 2009 odpowiadał za neokatechumenat w archidiecezji, zaś w 2010 został też dyrektorem wydziału kurialnego ds. liturgii.
11 lipca 2011 papież Benedykt XVI mianował go ordynariuszem Nicolet w metropolii Sherbrooke. Ingres odbył się dwa miesiące później.
18 października 2022 papie Franciszek przyjął jego rezygnację z funkcji biskupa Nicolet.